# Андише
Андише (перс. اندیشه) — иранский плановый город, построенный в 1990-х годах в провинции Тегеран, в центральной части шахрестана Шахрияр. Этот город имеет шесть кварталов, и расположен в 30 км от столицы страны Тегерана, в 3 км к северо-западу от города Шахрияр и в 7 км к юго-востоку от Кереджа.

## География
Земля, на которой расположен Андише, в целом ровная, а высота города над уровнем моря составляет в разных местах от 1200 до 1250 м. Город имеет треугольную форму. Его южная и западная стороны простираются каждая на 5 км, а северо-восточная — на 4 км. К югу от города расположена автотрасса Малард — Шахрияр.

## Структура города
Первый квартал Андише построен в соответствии с традиционными иранскими принципами градостроительства. Там в середине 2000-х проживало приблизительно 50 000 человек, то есть, больше жителей, чем во всех остальных кварталах вместе взятых. Второй квартал был изначально построен для работников культуры, однако потом туда переселились и другие слои населения. Он имеет площадь большую, чем остальные кварталы (120 га). Он был построен и его заселение началось с 1992 г.

## Этимология
Название города происходит от слова «андише» (в классич. перс. «андиша») и в переводе означает «мысль, размышление, раздумье». Интересно, что для названия города выбрали чисто персидское по происхождению слово, а не гораздо более распространенное в литературном языке слово арабского происхождения «фекр» (араб. «фикр») с тем же значением.

## Демография
Согласно двум последним иранским переписям, население города Андише составило: 75619 человек 25 октября 2006 г. и 96807 человек 24 октября 2011 г. Среднегодовые темпы общего роста населения этого нового города, таким образом, составили 5,1 %, то есть были чрезвычайно высоки. Безусловно, даже если бы в городе наблюдалась максимально высокая рождаемость (что маловероятно: ведь к концу 2000-х гг. рождаемость в Иране, особенно в городах, стремительно снизилась), то было бы невозможно достичь таких высочайших темпов роста, что означает, что основную роль в таком быстром росте и развитии города играла прежде всего миграция, массовое переселение. Темпы роста в городе были примерно равны темпам во многих других городах провинции Тегеран, поэтому город с 2006 г. по 2011 г. не изменил своей позиции в ранжировании городов остана и остался на своем 11-м месте по величине. Доля населения города Андише в населении шахрестана Шахрияр составила по переписи 2011 г. 15,5 %, а доля города в населении провинции Тегеран несколько выросла за 2006-11 гг. — с 0,667 % до 0,795 % (на 0,128 %). Если сравнить Андише с Тегераном, приняв численность населения в столице за 100 %, то в 2006 г. Андише составило 1,0 % от Тегерана, а в 2011 г. — уже 1,2 % (рост доли оказался равен +0,2 %). Это значит, что, несмотря на пока ещё небольшие размеры, Андише растет гораздо быстрее столицы. По переписи 2011 г. есть данные о половом составе населения города. В Андише мужчин насчитывалось 49287 человек, а женщин — 47520 человек, и соотношение между ними составило 103,7 к 100. То есть, половая диспропорция была не такой резкой, как в некоторых других городах провинции (в соседнем городе Багестан, например, насчитывалось в том же году более 107 мужчин на 100 женщин, то есть, наблюдалось весьма большое превышение числа мужчин над числом женщин).